# هفت‌ضلعی
| هفت‌ضلعی منتظم                        | هفت‌ضلعی منتظم                                                                    |
| ------------------------------------ | -------------------------------------------------------------------------------- |
| یک هفت‌ضلعی منتظم                     |                                                                                  |
| اضلاع و رأس‌ها                        | ۷                                                                                |
| نماد اشلفلی                          | {۷}                                                                              |
| مساحت (با طول ضلع {\displaystyle a}) | {\displaystyle {\frac {7}{4}}a^{2}\cot {\frac {\pi }{7}}\simeq 3.633912444a^{2}} |
| زاویه داخلی (درجه)                   | {\displaystyle \simeq 128.571}                                                   |

در هندسه به شکلی هفت ضلعی می‌گویند که هفت ضلع و هفت زاویه دارد.

## هفت‌ضلعی منتظم
هفت ضلعی منتظم، هفت‌ضلعی محدبی است که اندازه اضلاع آن با هم برابر است. اندازهٔ زاویه‌های داخلی هر رأس آن، برابر با ۵π/۷ رادیان یا ۱۲۸٫۵۷۱۴۲۸۶ درجه بوده و مساحت آن با استفاده از رابطهٔ زیر محاسبه می‌شود (با طول ضلع {\displaystyle a}):
{\displaystyle A={\frac {7}{4}}a^{2}\cot {\frac {\pi }{7}}\simeq 3.633912444a^{2}}

### روش رسم
هفت‌ضلعی منتظم با استفاده از خط کش غیرمدرج و پرگار قابل ترسیم نیست. یک روش تقریبی رسم هفت‌ضلعی منتظم با استفاده از خط کش و پرگار در پویانمایی زیر نمایش داده شده‌است.

رسم تقریبی هفت ضلعی منتظم